# Jiřice u Miroslavi
Jiřice u Miroslavi é uma comuna checa localizada na região de Morávia do Sul, distrito de Znojmo.